# Coppa di Lega (pallavolo, Grecia)
La Coppa di Lega è un trofeo nazionale greco, organizzato dall'ESAP.

## Storia
La Coppa di Lega viene istituita nel 2011. La prima formazione ad aggiudicarsi il trofeo è il Foinikas Syro. In seguito arrivano il successi dell'Olympiakos e dell'AEK Atene. La fase finale dell'edizione 2012-13 è stata dedicata a Nikos Samaras, pallavolista greco morto due mesi prima dello svolgersi della Final 4, a causa di un aneurisma cerebrale; dall'edizione successiva la manifestazione è stata intitolata alla memoria di Samaras.

## Formula
La competizione prevede due fasi: nella prima fase a gironi le 12 formazioni provenienti dal massimo campionato greco vengono divise in tre gironi da quattro squadre ciascuno, al termine dei quali passano il turno le vincitrici dei gironi più la migliore seconda; le quattro squadre qualificate si sfidano poi in Final 4, dove sono previste semifinali e finale in gara secca.

## Albo d'oro
| Edizione         | Edizione                            | Podio         | Podio               | Podio                    |
| Anno             | Sede della finale                   | Campione      | Risultato           | Finalista                |
| ---------------- | ----------------------------------- | ------------- | ------------------- | ------------------------ |
| 2011-12 Dettagli | Siro                                | Foinikas Syro | 3 - 0               | Apollōn Kalamarias       |
| 2012-13 Dettagli | Vrachati                            | Olympiakos    | 3 - 0               | Kīfisia                  |
| 2013-14 Dettagli | Alessandropoli                      | AEK Atene     | 3 - 2               | Foinikas Syro            |
| 2014-15 Dettagli | Glifada, Atene                      | Olympiakos    | 3 - 1               | Ethnikos Alexandroupolīs |
| 2015-16 Dettagli | Siro                                | Olympiakos    | 3 - 2               | PAOK                     |
| 2016-17 Dettagli | Rentis, Il Pireo                    | Olympiakos    | 3 - 0               | PAOK                     |
| 2017-18 Dettagli | Siro                                | Olympiakos    | 3 - 0               | Ethnikos Alexandroupolīs |
| 2018-19 Dettagli | Siro Rentis, Il Pireo               | Olympiakos    | 1 - 3 3 - 1         | Foinikas Syro            |
| 2019-20 Dettagli | Rentis, Il Pireo Amarousio, Atene   | Panathīnaïkos | 3 - 2 2 - 3 (15-13) | Olympiakos               |
| 2020-21 Dettagli | Veria                               | Foinikas Syro | 3 - 1               | Filippos Veroias         |
| 2021-22 Dettagli | Pylea, Tessalonica Amarousio, Atene | Panathīnaïkos | 2 - 3 3 - 0         | PAOK                     |
| 2022-23 Dettagli | Rentis, Il Pireo Amarousio, Atene   | Panathīnaïkos | 3 - 2               | Olympiakos               |
| 2023-24 Dettagli | Pylea, Tessalonica Atene            | Panathīnaïkos | 3 - 0 2 - 3         | PAOK                     |
| 2024-25 Dettagli | Arta                                | Olympiakos    | 3 - 0               | PAOK                     |

## Palmarès
| Squadre       | Titoli | Stagioni                                                      |
| ------------- | ------ | ------------------------------------------------------------- |
| Olympiakos    | 7      | 2012-13, 2014-15, 2015-16, 2016-17, 2017-18, 2018-19, 2024-25 |
| Panathīnaïkos | 4      | 2019-20, 2021-22, 2023-23, 2023-24                            |
| Foinikas Syro | 2      | 2011-12, 2020-21                                              |
| AEK Atene     | 1      | 2013-14                                                       |